# Barbara Park
Barbara Park, született Barbara Lynne Tidswell (Mount Holly, New Jersey, 1947. április 21. – Scottsdale, Arizona, 2013. november 15.) amerikai gyerekkönyv-szerző.

## Életpályája
Egy kereskedő és egy titkárnő (Doris és Brooke Tidswell) lányaként született. A New Jersey-i Mount Hollyban nőtt fel. 1965–1967-ig a Rider College hallgatója volt, majd az Alabamai Egyetemen diplomázott 1969-ben. Ebben az évben ment feleségül Richard A. Parkhoz. Csaknem harminc éve élt az arizonai Phoenixben. Két fia, Steven és David már elvégezte a főiskolát.

## Művei
A legismertebb művei a népszerű Furfangos Fruzsi Bé (Junie B. Jones) sorozat tagjai. Hét Children's Choice Awards és négy Parents' Choice Awards díjat nyert. Számos kisiskolásoknak szóló könyvet is írt, mint például a The Kid in the Red Jacket.

## Magyarul
- Furfangos Fruzsi Bé és a borzasztó büdi busz; ford. Goitein Veronika; Könyvmolyképző, Szeged, 2013
- Furfangos Fruzsi Bé folyton felesel; ford. Goitein Veronika; Könyvmolyképző, Szeged, 2014
- Furfangos Fruzsi Bé és az öcsimajom; ford. Goitein Veronika; Könyvmolyképző, Szeged, 2014

## Fordítás
- Ez a szócikk részben vagy egészben a Barbara Park című angol Wikipédia-szócikk ezen változatának fordításán alapul.  Az eredeti cikk szerkesztőit annak laptörténete sorolja fel. Ez a jelzés csupán a megfogalmazás eredetét és a szerzői jogokat jelzi, nem szolgál a cikkben szereplő információk forrásmegjelöléseként.